# هری داگلاس (بازیکن فوتبال اهل انگلستان)
هری داگلاس (انگلیسی: Harry Douglas) بازیکن فوتبال است.
از باشگاه‌هایی که در آن بازی کرده‌است می‌توان به باشگاه فوتبال میدلزبرو اشاره کرد.